# Блейк Вілер
Блейк Джеймс Вілер (англ. Blake James Wheeler, нар. 31 серпня 1986, Плімут) — американський хокеїст, крайній нападник клубу НХЛ «Вінніпег Джетс». Гравець збірної команди США.

## Ігрова кар'єра
Хокейну кар'єру розпочав 2004 року.
2004 року був обраний на драфті НХЛ під 5-м загальним номером командою «Фінікс Койотс».
Захищав кольори професійних команд «Бостон Брюїнс», «Атланта Трешерс», «Мюнхен». Наразі ж грає за клуб НХЛ «Вінніпег Джетс».
Наразі провів 697 матчів у НХЛ, включаючи 25 ігор плей-оф Кубка Стенлі.
Був гравцем молодіжної збірної США, у складі якої брав участь у 7 іграх.

## Статистика

### Клубні виступи
| Сезон   | Клуб                      | Ліга    | Регулярний сезон | Регулярний сезон | Регулярний сезон | Регулярний сезон | Регулярний сезон | Плей-оф | Плей-оф | Плей-оф | Плей-оф | Плей-оф |
| Сезон   | Клуб                      | Ліга    | І                | Г                | П                | О                | ШХ               | І       | Г       | П       | О       | ШХ      |
| ------- | ------------------------- | ------- | ---------------- | ---------------- | ---------------- | ---------------- | ---------------- | ------- | ------- | ------- | ------- | ------- |
| 2004–05 | «Грін-Бей Гамблерс»       | ХЛСШ    | 58               | 19               | 28               | 47               | 43               | —       | —       | —       | —       | —       |
| 2005–06 | «Міннесота Голден Гоферс» | ЗКХА    | 39               | 9                | 14               | 23               | 41               | —       | —       | —       | —       | —       |
| 2006–07 | «Міннесота Голден Гоферс» | ЗКХА    | 44               | 18               | 20               | 38               | 42               | —       | —       | —       | —       | —       |
| 2007–08 | «Міннесота Голден Гоферс» | ЗКХА    | 44               | 15               | 20               | 35               | 72               | —       | —       | —       | —       | —       |
| 2008–09 | «Бостон Брюїнс»           | НХЛ     | 81               | 21               | 24               | 45               | 46               | 8       | 0       | 0       | 0       | 0       |
| 2009–10 | «Бостон Брюїнс»           | НХЛ     | 82               | 18               | 20               | 38               | 53               | 13      | 1       | 5       | 6       | 6       |
| 2010–11 | «Бостон Брюїнс»           | НХЛ     | 58               | 11               | 16               | 27               | 32               | —       | —       | —       | —       | —       |
| 2010–11 | «Атланта Трешерс»         | НХЛ     | 23               | 7                | 10               | 17               | 14               | —       | —       | —       | —       | —       |
| 2011–12 | «Вінніпег Джетс»          | НХЛ     | 80               | 17               | 47               | 64               | 55               | —       | —       | —       | —       | —       |
| 2012–13 | «Мюнхен»                  | Нім. ХЛ | 15               | 6                | 14               | 20               | 51               | —       | —       | —       | —       | —       |
| 2012–13 | «Вінніпег Джетс»          | НХЛ     | 48               | 19               | 22               | 41               | 28               | —       | —       | —       | —       | —       |
| 2013–14 | «Вінніпег Джетс»          | НХЛ     | 82               | 28               | 41               | 69               | 63               | —       | —       | —       | —       | —       |
| 2014–15 | «Вінніпег Джетс»          | НХЛ     | 79               | 26               | 35               | 61               | 73               | 4       | 1       | 0       | 1       | 2       |
| 2015–16 | «Вінніпег Джетс»          | НХЛ     | 82               | 26               | 52               | 78               | 49               | —       | —       | —       | —       | —       |
| 2016–17 | «Вінніпег Джетс»          | НХЛ     | 82               | 26               | 48               | 74               | 47               | —       | —       | —       | —       | —       |
|         | Усього в НХЛ              |         | 697              | 199              | 329              | 534              | 460              | 25      | 2       | 5       | 7       | 8       |

### Збірна
| Рік                | Команда            | Турнір             | Місце              | І  | Г | П | О | ШХ |
| ------------------ | ------------------ | ------------------ | ------------------ | -- | - | - | - | -- |
| 2006               | США                | МЧС                | 4-е                | 7  | 2 | 0 | 2 | 6  |
| 2011               | США                | ЧС                 | 8-е                | 7  | 2 | 3 | 5 | 6  |
| 2014               | США                | ОІ                 | 4-е                | 6  | 0 | 1 | 1 | 2  |
| 2016               | США                | КС                 | 7-е                | 3  | 0 | 1 | 1 | 0  |
| Молодіжна збірна   | Молодіжна збірна   | Молодіжна збірна   | Молодіжна збірна   | 7  | 2 | 0 | 2 | 6  |
| Національна збірна | Національна збірна | Національна збірна | Національна збірна | 16 | 2 | 5 | 7 | 8  |